# Station Aalborg Vestby
Station Aalborg is een station in Aalborg in Denemarken. Aalborg ligt aan de lijnen Aalborg - Frederikshavn. De treindienst wordt uitgevoerd door DSB en Aalborg Nærbane. Het station werd in 2003 nieuw aangelegd in verband met de opening van de treindienst van Aalborg Nærbane.